# Curtie and the Boombox
Curtie and the Boombox, nederländsk popgrupp. Gruppen hade under 1980-talets mitt framgångar med hitlåtar som Black Kisses (Never Make You Blue) och Let's Talk it over in the Ladies Room.

## Diskografi

### Album
- Black Kisses - 1985
- Curtie and the Boombox - 1985

### Singlar och EP-skivor
- Let's Talk it over in the Ladies Room - 1984  [2]
- Black Kisses (Never Make You Blue) - 1985
- Chinchilla - 1985
- A Bachelor's Bed (Is A Dangerous Place) - 1985
- Killing Love - 1986

### Fotnoter
1. ↑  ”Curtie and the Boombox”. Dutchcharts. http://dutchcharts.nl/showinterpret.asp?interpret=Curtie+%26+The+Boombox. Läst 25 oktober 2014.
2. ↑  ”Let's Talk it over in the Ladies Room” (på engelska). Discogs. http://www.discogs.com/Curtie-And-The-Boombox-Lets-Talk-It-Over-In-The-Ladies-Room/master/168564. Läst 21 april 2011.